# Fabio Mamerto Rivas Santos
Fabio Mamerto Rivas Santos, S.D.B. (Cabirmota, La Vega, 11 de mayo de 1932-Jarabacoa, 11 de agosto de 2018) fue un obispo católico dominicano y miembro de la Congregación de Salesianos de Don Bosco. Fue el primer obispo de la diócesis de Barahona.

## Biografía
Nació en Botijas, paraje de la sección Cabirmota, municipio de La Vega, el 11 de mayo de 1932. Fue bautizado por el padre Francisco de Castro, O.F.M. Cap., el 27 de octubre de 1932 en la iglesia de la Concepción de la Vega. 
El 17 de septiembre de 1949 ingresa al Aspirantado Salesiano de Jarabacoa con 17 años. 
En el contexto del IV Congreso Mariológico y Mariano Internacional de Santo Domingo, fue ordenado presbítero junto a su sucesor como obispo de Barahona, Mons. Rafael Leónidas Felipe y Núñez y otros compañeros, el 25 de marzo de 1965 en la Catedral Primada de América por imposición de manos del cardenal José Humberto Quintero, arzobispo de Caracas.
El 24 de abril de 1976, siendo director del Noviciado salesiano en La Vega, fue nombrado primer obispo de la diócesis de Barahona por el papa Pablo VI. Recibió la consagración episcopal de manos del Cardenal Octavio Antonio Beras Rojas el 28 de agosto de 1976 en la ciudad de Barahona y tomó posesión canónica de la nueva diócesis el mismo día.
A partir del año 2000 dirige la Pastoral de Ecología y Medio Ambiente de la Conferencia del Episcopado Dominicano. En sus últimos años de vida se retiró al Aspirantado Salesiano de Jarabacoa.
Murió en la madrugada del 11 de agosto de 2018, en su residencia del Aspirantado Salesiano de Jarabacoa. Sus restos reposan en la cripta de la Catedral Nuestra Señora del Rosario, en Barahona.